# Kymodoke (Nereide)
Kymodoke (altgriechisch Κυμοδόκη) ist in der griechischen Mythologie eine Tochter des Nereus und der Okeanide Doris und somit eine der Nereiden.
Homer erwähnt sie in der Ilias im Rahmen seiner Aufzählung der Nereiden, ebenso Hesiod in seiner Theogonie. Im Nereidenkatalog bei Hyginus Mythographus wird sie ebenfalls genannt, während sie im Katalog der Bibliotheke des Apollodor fehlt. Vergil nennt sie hingegen sowohl in der Aeneis als auch in den Georgica. Auch Publius Papinius Statius berücksichtigt sie in seinen Silvae. Sie wurde verschiedentlich in der griechischen Vasenmalerei dargestellt.